# Сычёв, Константин Иванович
Константин Иванович Сычёв (17 сентября 1870 — 25 апреля 1935) — российский военачальник, генерал-майор (1917), участник Белого движения.

## Биография
Родился 17 сентября 1870 года в станице Новочеркасская Области Войска Донского. Происходил из донского дворянства. В 1890 году окончил Михайловский Воронежский кадетский корпус, в 1892 году — Николаевское кавалерийское училище по 1-му разряду, в 1902 году — Николаевскую академию Генерального штаба по 1-му разряду.
30 августа 1890 года поступил на службу. 4 августа того же года выпущен хорунжим в комплекте Донских казачьих полков. С 5 августа 1895 года — сотник. С 15 апреля 1899 года — штабс-ротмистр. С 15 апреля 1903 года — капитан. С 13 апреля 1908 года — подполковник. С 6 декабря 1911 года — полковник. 
Служил в 7-м Донском казачьем полку, Ростовской местной команде,  23-м драгунском Вознесенском и 51-м драгунском Черниговском полках. Участвовал в Русско-японской войне.
Обер-офицер для поручений при штабе Иркутского военного округа с 22 декабря 1906 по 13 апреля 1908 года. Отбывал цензовое командование эскадроном в Приморском драгунском полку с 23 февраля 1907 по 21 февраля 1908 года. Старший адъютант штаба 2-го Туркестанского армейского корпуса с 13 апреля по 28 июня 1908 года. С 28 июня 1908 по 8 октября 1910 года — помощник делопроизводителя канцелярии главного крепостного комитета. Состоял в запасе Генерального штаба с 8 октября 1910 по 9 мая 1911 года. С 9 мая 1911 по 6 февраля 1913 года состоял в прикомандировании к Николаевскому кавалерийскому училищу для преподавания военных наук. Инспектор классов Николаевского кавалерийского училища с 6 февраля 1913 по 19 мая 1915 года.
Участвовал в Первой мировой войне. С 19 мая 1915 по 16 января 1917 года — командир уланского Литовского полка. Начальник штаба 10-й кавалерийской дивизии с 16 января по конец 1917 года. 24 сентября того же года произведён в генерал-майоры. 
13 октября 1918 вступил в ряды Донской армии и был назначен генералом для поручений при председателе Донского правительства. В ноябре 1918 года убыл в командировку в Сибирь в качестве представителя правительства Всевеликого войска Донского при Верховном правителе России А. В. Колчаке. Прибыл в Омск и 4 июня 1919 года прикомандирован к штабу Верховного главнокомандующего. В 1920 году — представитель войска донского в штабе походного атамана войск Российской восточной окраины. В августе 1920 года вернулся на Юг России. Находился в распоряжении атамана ВВД. 
Эвакуировался из Крыма в Турцию. Жил во Франции. В 1934 году — директор общежития для детей в Ла-Верьере. На 1 января того же года — член общества офицеров Генерального штаба. 
Умер 25 апреля 1935 года в Ла-Верьере. Похоронен на кладбище Сент-Женевьев-де-Буа.

## Семья
Был женат на Антонине Петровне Сычёвой (22.02.1881—04.01.1931, Ла-Верьер). Имел дочь.

## Награды
- Орден Святой Анны 4-й степени с надписью «За храбрость» (1905);
- Орден Святой Анны 3-й степени с мечами и бантом (1905);
- Орден Святого Станислава 2-й степени (ВП 6.12.1912);
- Орден Святой Анны 2-й степени (ВП 6.12.1914);
- Орден Святого Владимира 4-й степени с мечами и бантом (ВП 17.08.1915);
- Орден Святого Владимира 3-й степени с мечами (ВП 25.12.1915).